# 圣维图堂 (克雷姆斯)

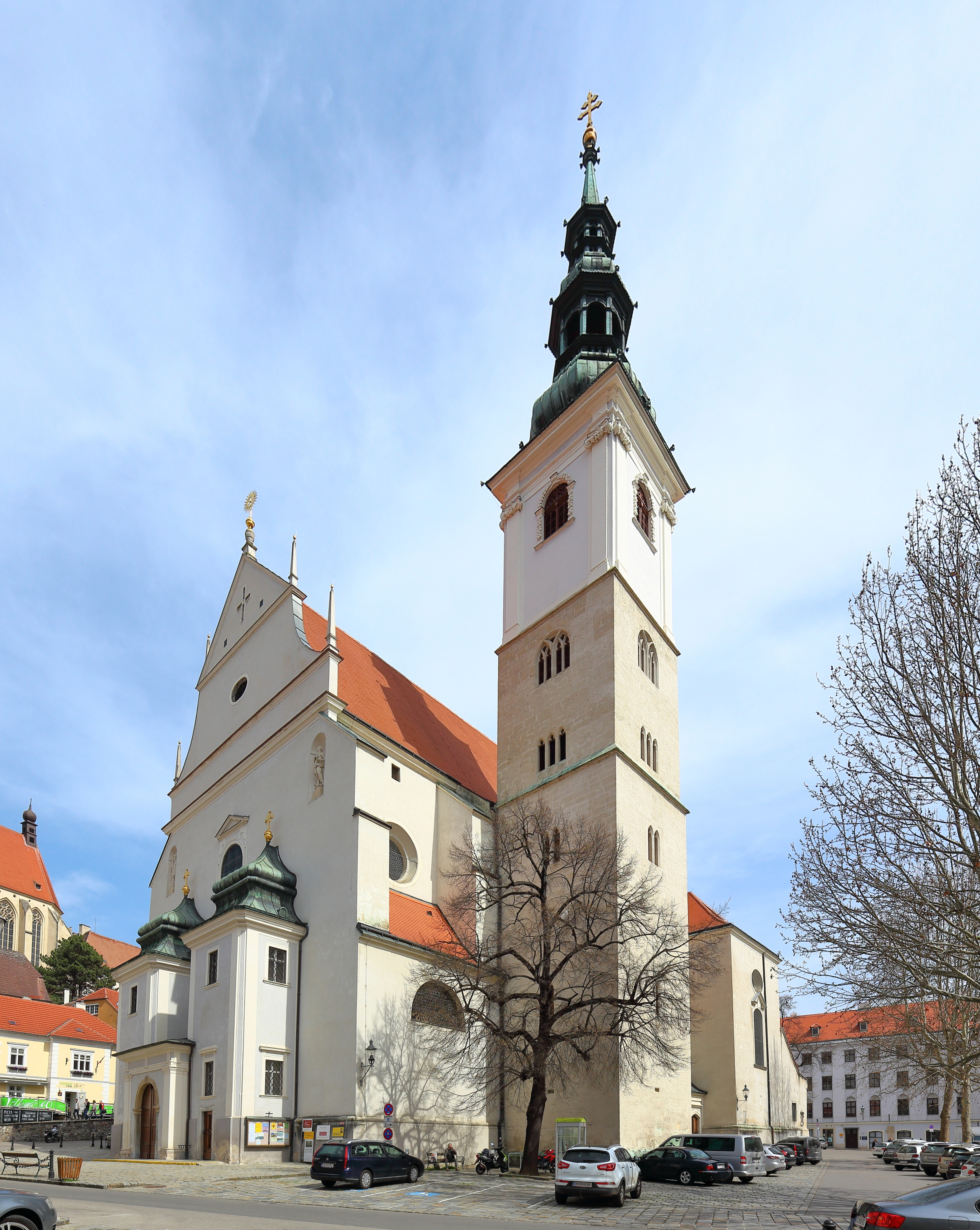
圣维图堂

圣维图堂（Pfarrkirche St. Veit）是一座罗马天主教堂区教堂，位于奥地利多瑙河畔克雷姆斯，俗称为“瓦豪的主教座堂”（Dom der Wachau）。
该堂由亨利二世皇帝捐赠。从1014年开始，最初作为所谓的“母堂区”有了相当大的扩展。1178年以主保圣人圣维图命名。另一种假设认为最古老的堂区教堂位于今天的克雷姆斯公教学校司铎修会教堂，供奉圣斯德望。
现在只有钟楼的下部可追溯到13世纪初；由于建筑条件较差，其余部分于1616年至1630年彻底拆除新建，由塞浦里亚诺·比亚西诺设计。从外观上看，这是一座早期巴洛克建筑，内部是18世纪的装饰，从1733年起，帕索雕塑家和建筑师约瑟夫·马蒂亚斯·格茨完成了正祭台、咏经席和讲道坛，天花板壁画由马丁·约翰·施密特创作于1787年，祭坛画是1734年由约翰·乔治·施密特创作。
左耳堂中的黑色大理石祭台最初位于嘉布遣会修道院的 Bründlkapelle 小堂内，1796年修道院被取缔时转移到这里。
教堂的东北侧有一座小堂，建于1739年。
2009年至2016年，教堂进行了翻修，费用为39.25亿欧元。
1986年的管风琴是由风琴师格哈德·赫拉德斯基建造，有43个音栓,三层手键盘和脚踏板。

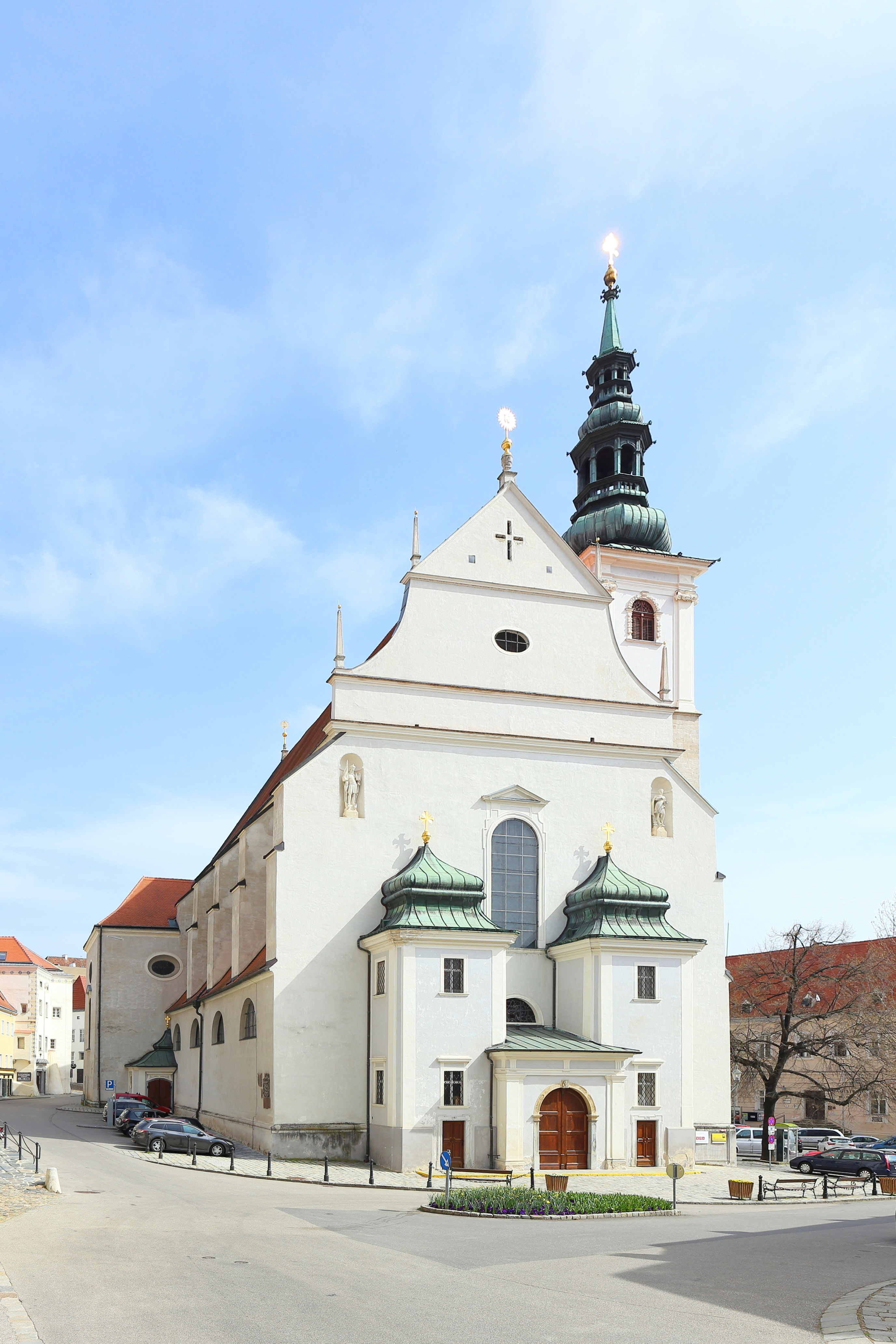
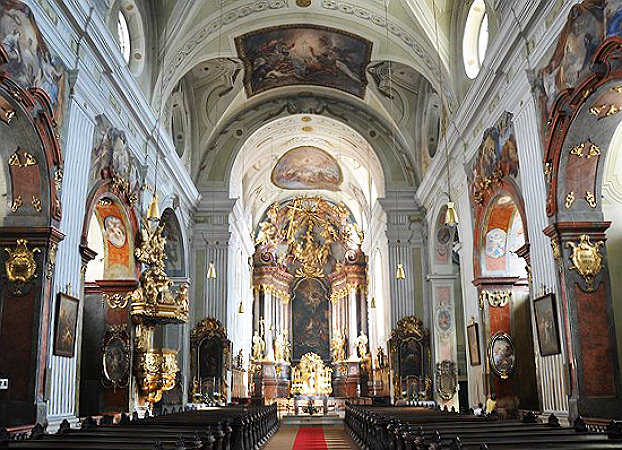
内部
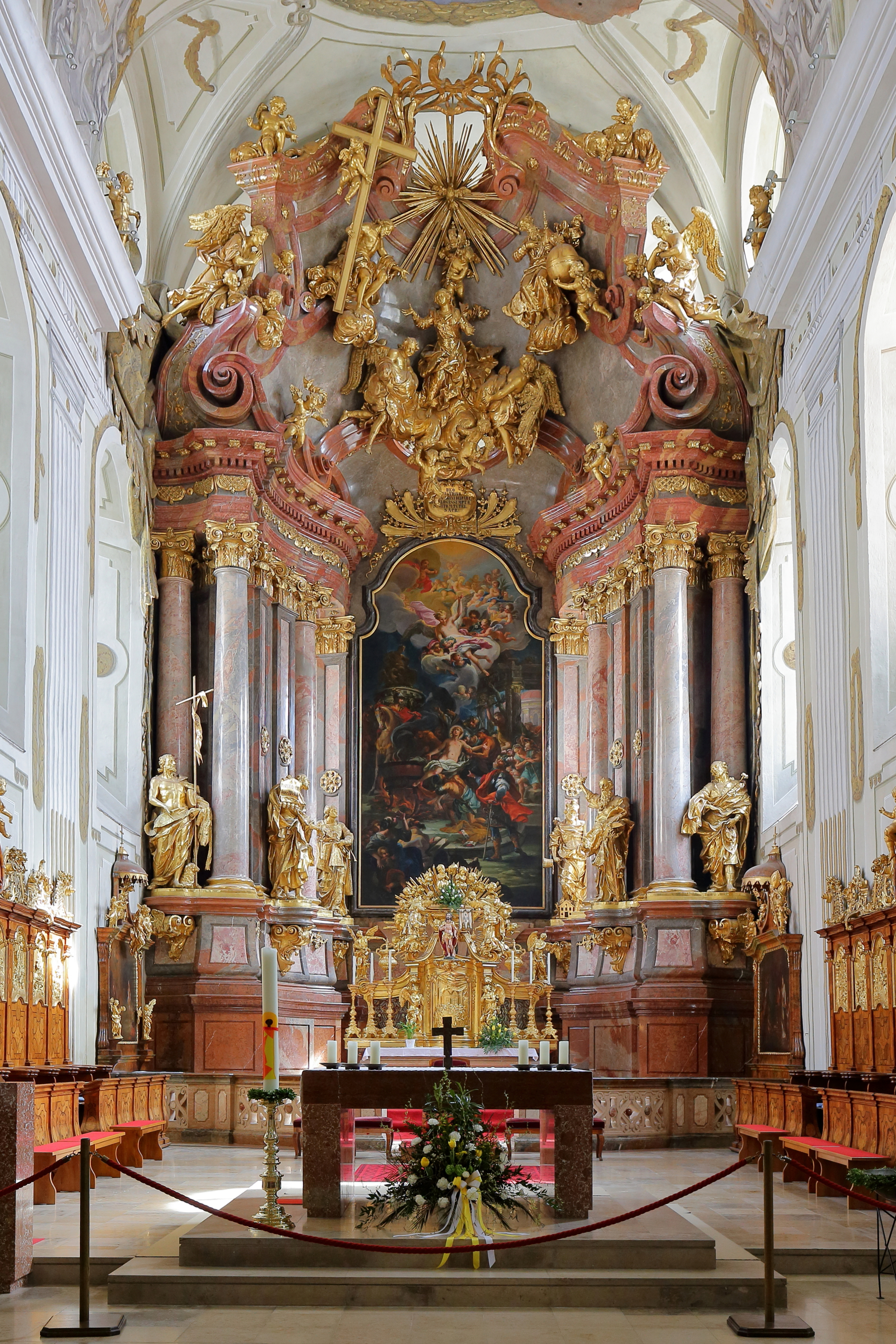
正祭台
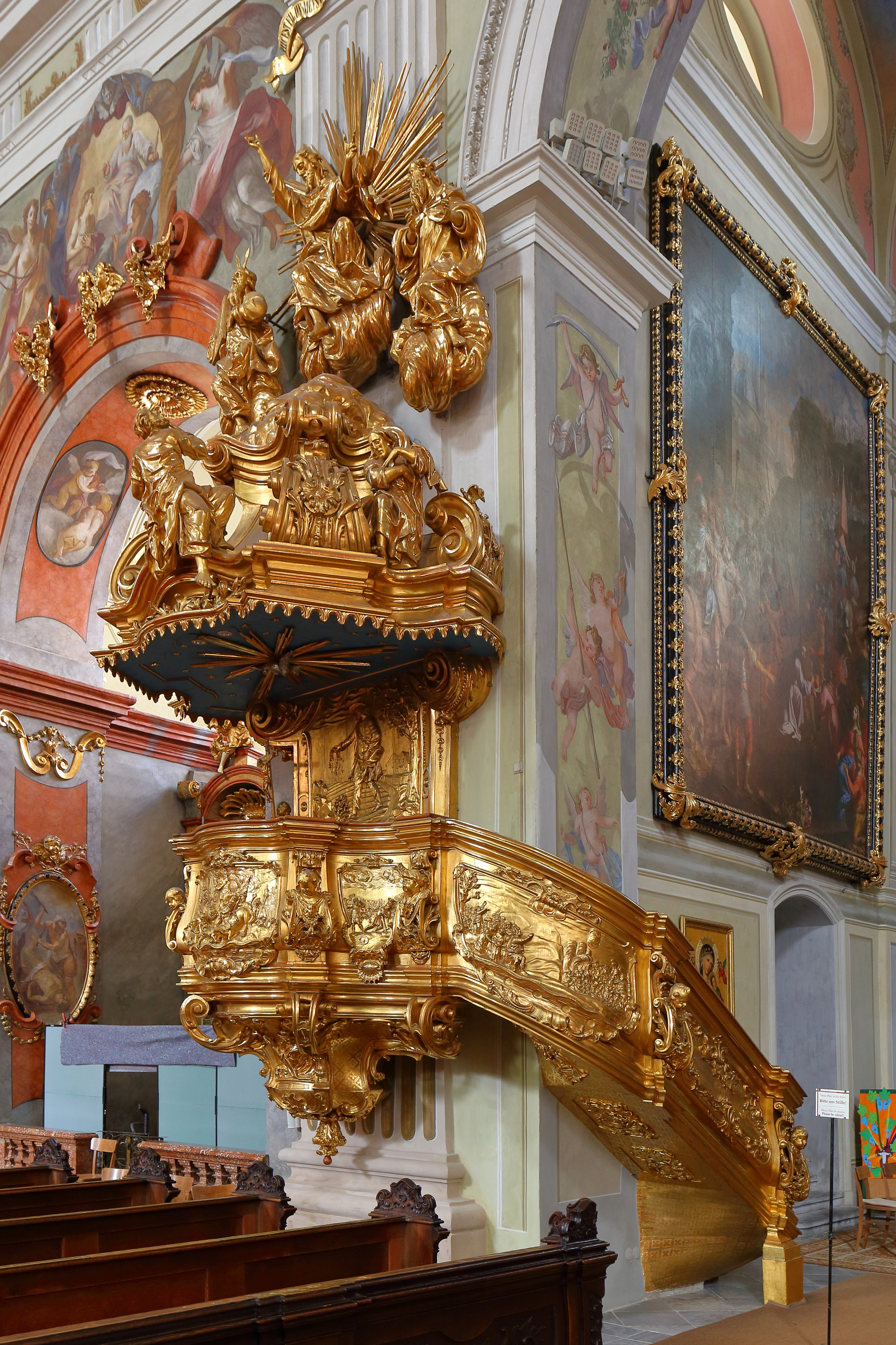
讲道坛
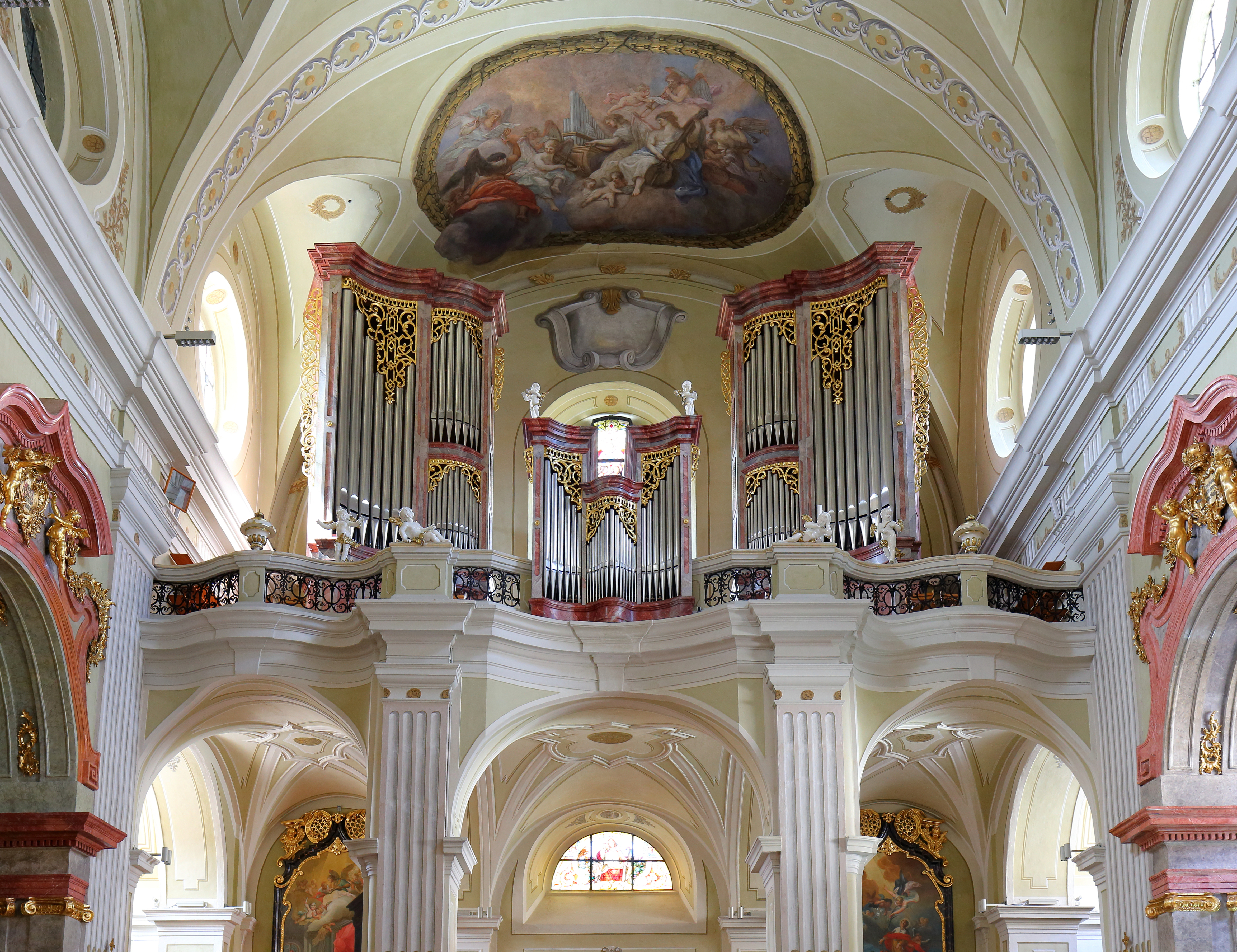
管风琴